# Шпалоподбивочная машина

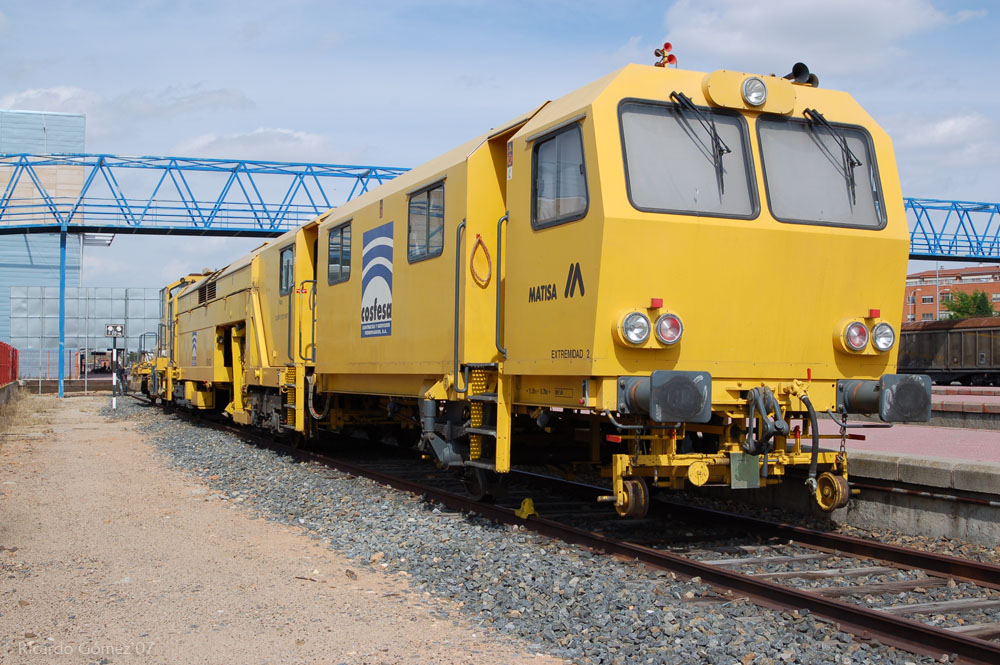
Шпалоподбивочная машина Matisa B 45 D в Испании

Шпалоподби́вочная маши́на — путевая машина для подачи балласта под шпалы и его уплотнения. Применяется на железнодорожном транспорте при строительстве, ремонте и текущем содержании железнодорожного пути.

## История появления
Впервые шпалоподбивочная машина была создана в 1951 году в Швейцарии на фирме «Матиса», а в середине 50-х годов XX века появилась и в СССР. Выпускаются самоходные шпалоподбивочные машины, главным образом, на рельсовом или комбинированном (колёсно- и гусенично-рельсовом) ходу для одновременной подбивки одной, двух или большего числа шпал.

## Конструкция и принцип работы

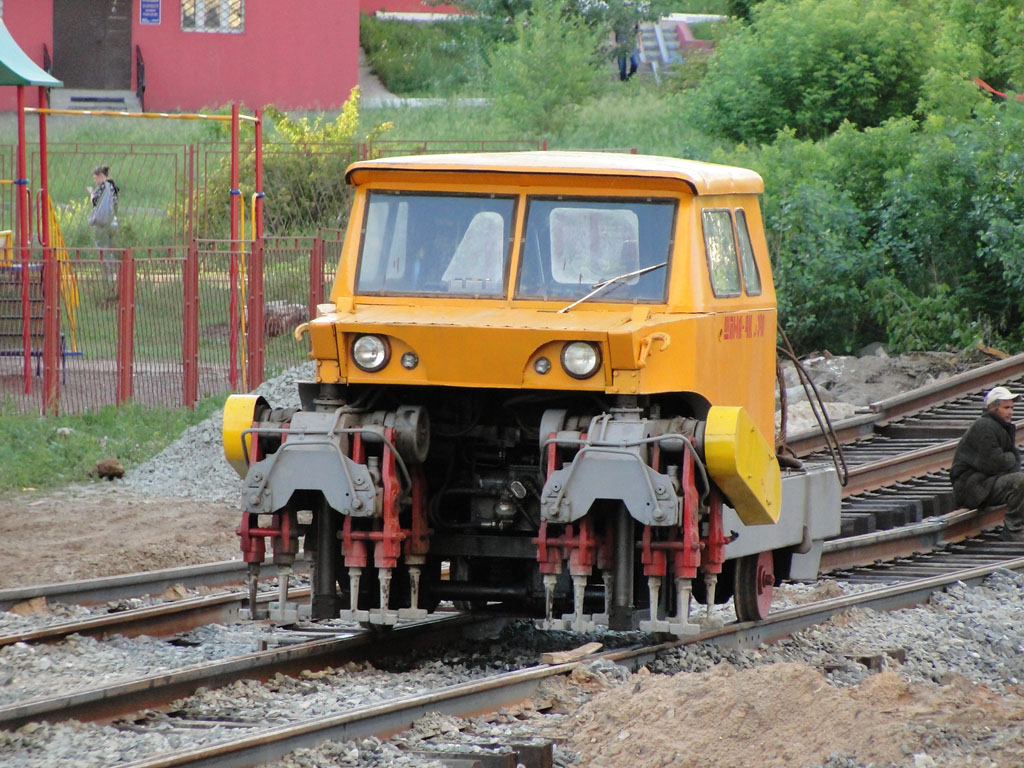
ШПМА-4К на строительстве трамвайной линии в городе Казань.

На железных дорогах России распространены машины ШПМ-02 с червячно-винтовым механизмом сжатия и раскрытия шпало-подбоек и пневмоцилиндрами заглубления рабочих органов в балласт. Подбивочные блоки и оборудование (силовая установка, компрессор, электрический генератор) расположены на раме экипажной части. Уплотнение осуществляется способом горизонтального виброобжатия эксцентриковым вибрационным механизмом.
В транспортном строительстве используются также шпалоподбивочные машины лёгкого типа ШПМА-4К. При больших объёмах работ шпалоподбивочные машины заменяют более совершенной и высокопроизводительной выправочно-подбивочной машиной и стабилизатором пути.

## Технические характеристики
- число шпалоподбоек — 16 штук
- производительность ШПМ до 400 шпал в 1 час
- скорость обжатия балласта 30 мм/с
- транспортная скорость 38 км/ч

## В мире
Тяжелые шпалоподбивочные машины, использующиеся на железных дорогах мира, могут измерять геометрические параметры пути при движении в обоих направлениях и с относительно высокой скоростью. Обычно перед подбивкой они выполняют подготовительный проход для определения величины рихтовки, подъемки и устранения отклонения по уровню. Полученную информацию можно сохранять на диске, записывать на внешний носитель для хранения или проверки и вновь вводить в компьютер машины. Компании Matisa и Plasser & Theurer предлагают дополняющую измерительную систему Palas с фиксированной точкой, которая размещается на тележке, движущейся перед машиной. Для сбора информации о состоянии пути и представления её в трехмерном изображении используются лазерные гироскопы, призмы и неподвижные точки, расположенные вдоль трассы. Некоторые поставщики изучали возможность определения геометрических параметров пути с использованием системы глобального позиционирования (GPS).